# ویو ریچاردز
ویو ریچاردز (انگلیسی: Viv Richards؛ زادهٔ ۷ مارس ۱۹۵۲) یک بازیکن فوتبال، و بازیکن کریکت است.ویو ریچاردز تنها بازیکنی است که در جام جهانی فوتبال برای تیم ملی آنتیگوا و در جام جهانی کریکت برای تیم ملی هند غربی بازی کرده است.